# Incilius holdridgei
Incilius holdridgei is een kikker uit de familie padden (Bufonidae).

## Naamgeving
De soort werd voor het eerst wetenschappelijk beschreven door Edward Harrison Taylor in 1952. Oorspronkelijk werd de wetenschappelijke naam Bufo holdridgei gebruikt. De soortaanduiding holdridgei is een eerbetoon aan Leslie Holdridge.

## Uiterlijke kenmerken
Volwassen exemplaren zijn donkerbruin van kleur met oranjekleurige delen op de rug, poten en kop. Jonge padden leven op de bosbodem en in het struikgewas, terwijl volwassen dieren een gravend bestaan leiden. Incilius holdridgei is actief gedurende de dag en tijdens de schemering. Het dier loopt meer dan dat het springt.

## Verspreiding en habitat
De soort leeft in delen van Midden-Amerika en komt endemisch voor in Costa Rica.
Incilius holdridgei leefde van nature in de bosgebieden rondom de vulkaan Barva. Nadat de soort in 1986 voor het laatst was waargenomen, beschouwde men het als uitgestorven. In 2008 werden echter weer meerdere jongen en volwassen dieren gezien, gevolgd door meerdere waarnemingen in de jaren daarna. Het huidige leefgebied van Incilius holdridgei bestaat uit wetlandgebieden met varens en bamboe in het gebied van Alto del Roble op de zuidzijde van de Barva.